# Берёзовый (Удмуртия)
 Берёзовый  — хутор в Глазовском районе Удмуртии в составе  сельского поселения Штанигуртское.

## География
Находится у южной окраины центра района города Глазов. 

## История
Образован в конце XX века. Фактически коттеджный поселок газовиков.

## Население
Постоянное население  составляло 36 человек (русские 58%, удмурты 36%) в 2002 году, 34 в 2012.